# Datames
Datames (Spiegelung des altpersischen Wortes *Dātama- oder *Dātāma-, griech.: Δατάμης; † 362 v. Chr.) war ein Beamter und Feldherr im persischen Großreich der Achämeniden.
Sein Leben wurde in einer Biografie von Cornelius Nepos ausführlich beschrieben.

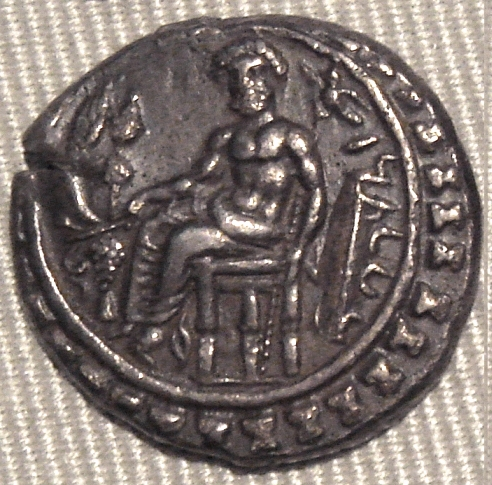
Münze des Datames. Dargestellt ist der kilikische Gott Balltars, thronend vor der Stadtmauer von Tarsos. In seiner rechten Hand hält er eine Traubenrebe, einen Adler und eine Ähre, die linke Hand führt ein Zepter. (Paris, Cabinet des Médailles)

Datames war ein Sohn des Kamisares und der Skythissa. Diodor kolportierte später, dass sein Großvater Anaphas gewesen sei, welcher einer der Verschwörer gegen Gaumata war, und dass er damit zu den Stammeltern der späteren Königsdynastie von Kappadokien gehöre. Sein Vater stammte aus Karien und wurde aufgrund seiner Dienste von Großkönig Artaxerxes II. Mnemon zum Statthalter (Satrap) jenes an Kappadokien angrenzenden Teils von Kilikien ernannt, in welchem die Leukosyrer lebten. Datames selbst diente zunächst im Korps der Leibwächter des Königs und nahm 382 v. Chr. am Krieg gegen die Kardusier teil, in dem sein Vater fiel. Datames konnte dessen Nachfolge als Satrap in Kilikien antreten. Anschließend unterstützte er Autophradates im Kampf gegen die rebellierenden Satrapen Kleinasiens.
Darauf wurde Datames mit der Unterwerfung des Fürsten der Paphlagonier, Thyus, beauftragt, welcher auch sein Cousin war. Bei einer gemeinsamen Unterredung sollte Datames durch einen Mordanschlag getötet werden, allerdings wurde er rechtzeitig von seiner Mutter gewarnt. Thyus und seine Familie wurden anschließend nach einem kurzen Kampf gefangen genommen. Vermutlich wurde er als Belohnung für diesen Erfolg nun auch zum Statthalter von Kappadokien ernannt, als der er vor allem bei Diodor genannt wird. Im Jahr 373 v. Chr. wurde Datames im phönizischen Ake zum Oberbefehlshaber des Invasionsheeres für Ägypten ernannt, indem er Pharnabazos ablöste. Statt aber Ägypten anzugreifen, wurde er mit der Bekämpfung des revoltierenden Statthalters von Kataonien, Aspis, beauftragt, den er in Pisidien gefangen nehmen konnte.
Nach Cornelius Nepos intrigierten Neider am Hof des Großkönigs gegen Datames, die auf seine Vernichtung abzielten. Dies habe ihn dazu veranlasst das Oberkommando über das Invasionsheer an Mandrokles abzugeben um sich nach Kappadokien abzusetzen. Er verbündete sich mit dem Statthalter von Phrygien, Ariobarzanes, welcher sich schon seit längerem im Aufstand (Satrapenaufstand) gegen den Großkönig befunden hatte. Sein älterer Sohn, Sysinas, hatte sich allerdings auf die Seite des Großkönigs gestellt. Nach einem erfolgreichen Kampf gegen die Pisidier, bei denen sein zweiter Sohn Arsidaios gefallen war, behauptete sich Datames gegen den königlichen Feldherren Autophradates, der zu seiner Bekämpfung ausgeschickt worden war. Nach einigen gescheiterten Attentaten gegen ihn, wurde Datames 362 v. Chr. von Mithridates, dem königstreuen Sohn des Ariobarzanes, ermordet. Sein Nachfolger in Kilikien wurde Mazaios, in Kappadokien wurde es Ariamnes.